# ペトロエクアドル
ペトロエクアドル（西：Petroecuador、Empresa Estatal Petróleos del Ecuador、エクアドル石油国営企業）は、エクアドルの石油国営企業。1972年6月23日に創設されたCEPE（Corporación Estatal Petrolera Ecuatoriana、エクアドル石油国営公社）を母体に、1989年9月26日に創設される。ペトロエクアドル本体および契約を交わした第三者組織による、エクアドル国内における石油資源の探査採掘および流通販売事業を行なう。

## 事業目的
ペトロエクアドルは統合国営企業として、エクアドル国民の発展のために石油資源の効率的開発を促し、環境保護政策は政府の下、一貫した法的枠組みで以って行なわれる。
ペトロエクアドルは以下の事業部門を持つ
- ペトロプロドゥクシオン（Petroproducción） - 探査・採掘
- ペトロインドゥストリアル（Petroindustrial） - 石油精製
- ペトロコメルシアル（Petrocomercial） - 輸送およびエクアドル国内市場での精製済み商品の販売

ペトロエクアドルはシステマ・オリオドゥット・トランセエクトリアノ（Sistema de Oleoducto Transecuatoriano：SOTE、トランスエクアドル・パイプライン・システム：1972年にテキサコ＝ガルフ(Texaco-Gulf)が創設した）の事業を管理する責任を負う。
2009年9月時点においてペトロエクアドルの経営陣は総裁以下、エクアドル海軍軍人で占められている。

## 製油所
ペトロエクアドルは国内に3つの石油精製所を保有する。
- エスメラルダス製油所 - 110,000バレル（1978年の操業開始時）
- ラ・リベルタ製油所 - 45,000バレル/日
- シュシュフィンディ製油所（Shushufindi） - 20,000バレル/日

## 事故
1998年2月26日に、エスメラルダスにてペトロエクアドルのパイプラインが爆発炎上した。

## その他
ペトロエクアドルは、2008年に人員輸送目的でエンブラエル ERJ 145を購入している。